# Osie's Oasis
| Recensione | Giudizio |
| ---------- | -------- |
| AllMusic   | [ 1 ]    |

Osie's Oasis è il primo album discografico come leader del batterista jazz statunitense Osie Johnson, pubblicato dall'etichetta discografica Period Records nell'aprile del 1955.

## Tracce
Lato A
1. The Desert Song – 2:24 (Otto Harbach, Oscar Hammerstein II, Sigmund Romberg)
2. Cokernut Tree – 4:53 (Osie Johnson)
3. Jumpin' at the Water Hole – 3:56 (Osie Johnson)

Lato B
1. Blues for the Camels – 3:46 (Dick Katz)
2. Osie's Oasis – 4:33 (Osie Johnson)
3. Midnight Mirage – 2:53 (Osie Johnson)

## Musicisti
The Desert Song / Cokernut Tree / Osie's Oasis / Midnight Mirage

Osie Johnson Octet
- Osie Johnson - batteria
- Thad Jones - tromba
- Bill Scott - tromba
- Henry Coker - trombone
- Ernie Wilkins - sassofono alto
- Frank Wess - sassofono tenore, flauto
- Charlie Fowlkes - sassofono baritono
- Wendell Marshall - contrabbasso

Jumpin' at the Water Hole

Osie Johnson Sextet
- Osie Johnson - batteria
- Thad Jones - tromba
- Bill Hughes - trombone
- Frank Wess - sassofono tenore, flauto
- Dick Katz - pianoforte
- Milt Hinton - contrabbasso

Blues for the Camels

Osie Johnson Quintet
- Osie Johnson - batteria
- Benny Powell - trombone
- Frank Wess - sassofono tenore, flauto
- Dick Katz - pianoforte
- Eddie Jones - contrabbasso